# Sunshine Tour 2005/06
De Sunshine Tour 2005/06 was het zesde seizoen van de Sunshine Tour. Het omvatte een serie van golftoernooien voor golfprofessionals, dat grotendeels plaatsvond in Zuid-Afrika. Het seizoen startte in midden maart 2005 en eindigde in eind februari 2006.
Naast Zuid-Afrika, vond er ook golftoernooien plaats in andere Afrikaanse landen zoals Swaziland en Zambia.
De "Order of Merit" van dit seizoen werd gewonnen door de Zuid-Afrikaan Charl Schwartzel.

## Kalender
| Datums | Datums | Toernooi                                    | Baan                         | Plaats        | Winnaar             | Score | Score | Aantekeningen                          |
| 2005   | 2005   | 2005                                        | 2005                         | 2005          | 2005                | 2005  | 2005  | 2005                                   |
| ------ | ------ | ------------------------------------------- | ---------------------------- | ------------- | ------------------- | ----- | ----- | -------------------------------------- |
| 17-03  | 19-03  | Botswana Open                               | Phakalane Golf Club          | Gaborone      | Nico van Rensburg   | 201   | –15   |                                        |
| 07-04  | 09-04  | Parmalat Classic                            | Paarl Golf Club              | Paarl         | Ulrich van den Berg | 201   | –15   |                                        |
| 04-05  | 07-05  | Royal Swazi Sun Open                        | Royal Swazi Spa Country Club | Mbabane       | Hendrik Buhrmann    | 42    | 42    | "stablefordtelling"                    |
| 11-05  | 13-05  | Vodacom Origins of Golf Tour (Pretoria)     | Pretoria Country Club        | Pretoria      | Desvonde Botes po   | 202   | –14   | Won de play-off van Jean Hugo          |
| 25-05  | 27-05  | Vodacom Origins of Golf Tour (Pezula)       | Pezula Golf Club             | Knysna        | Desvonde Botes      | 198   | –18   |                                        |
| 29-05  | 01-07  | Vodacom Origins of Golf Tour (Wildkust)     | Wild Coast Sun Country Club  | Port Edward   | Dean Lambert        | 205   | –5    |                                        |
| 24-08  | 26-08  | Vodacom Origins of Golf Tour (Bloemfontein) | Bloemfontein Golf Club       | Bloemfontein  | Nic Henning         | 205   | –11   |                                        |
| 31-08  | 02-09  | Telkom PGA Pro-Am                           | Centurion Country Club       | Centurion     | Thomas Aiken        | 201   | –15   | Nieuw toernooi                         |
| 07-09  | 09-09  | Vodacom Origins of Golf Tour (Erinvale)     | Erinvale Golf Club           | Somerset West | Hennie Otto         | 202   | –14   |                                        |
| 29-09  | 01-10  | Seekers Travel Pro-Am                       | Dainfern Country Club        | Sandton       | Anton Haig po       | 204   | –12   | Won de play-off van Nic Henning        |
| 07-10  | 09-10  | Highveld Classic                            | Witbank Golf Club            | Witbank       | Bradford Vaughan    | 201   | –15   |                                        |
| 13-10  | 15-10  | MTC Namibia PGA Championship                | Windhoek Country Club        | Windhoek      | Thomas Aiken        | 198   | –15   |                                        |
| 19-10  | 21-10  | Vodacom Origins of Golf Tour (Fancourt)     | Fancourt (The Links)         | George        | Steve Basson        | 218   | –1    |                                        |
| 27-10  | 29-10  | Platinum Classic                            | Mooinooi Golf Club           | Mooinooi      | Jaco Van Zyl po     | 198   | –18   | Won de play-off van Grant Muller       |
| 17-11  | 20-11  | Limpopo Classic                             | Polokwane Golf Club          | Polokwane     | Bradford Vaughan    | 265   | –19   |                                        |
| 08-12  | 11-12  | Alfred Dunhill Kampioenschap                | Leopard Creek Country Club   | Malelane      | Ernie Els           | 274   | –14   | [ 2 ]                                  |
| 2006   |        |                                             |                              |               |                     |       |       |                                        |
| 15-01  | 18-01  | South African Airways Open Championship     | Durban Country Club          | Durban        | Retief Goosen       | 282   | –10   | [ 2 ]                                  |
| 26-01  | 29-01  | Dimension Data Pro-Am                       | Gary Player Country Club     | Sun City      | Alan McLean po      | 285   | –3    | Won de play-off van Tyrone van Aswegen |
| 02-02  | 05-02  | Nashua Masters                              | Wild Coast Sun Country Club  | Port Alfred   | Warren Abery        | 265   | –15   |                                        |
| 16-02  | 19-02  | Telkom PGA Championship                     | Woodhill Country Club        | Pretoria      | Gregory Bourdy      | 267   | –21   |                                        |
| 24-02  | 27-02  | Vodacom Tour Championship                   | Pretoria Country Club        | Pretoria      | Charl Schwartzel    | 270   | –14   |                                        |

## Order of Merit
| Orde | Speler           | # toernooien | Prijzengeld (R) |
| ---- | ---------------- | ------------ | --------------- |
| 1    | Charl Schwartzel | 6            | 1.207.459       |
| 2    | Gregory Bourdy   | 6            | 936.394         |
| 3    | Louis Oosthuizen | 4            | 842.091         |
| 4    | Thomas Aiken     | 20           | 779.565         |
| 5    | Darren Fichardt  | 7            | 763.324         |